# Sungai Harapan (Singkep Barat)
Sungai Harapan is een bestuurslaag in het regentschap Lingga van de provincie Riau-archipel, Indonesië. Sungai Harapan telt 1169 inwoners (volkstelling 2010).